# Václav Horák
Václav Horák (27 de setembro de 1912 - 15 de novembro de 2000) foi um futebolista e treinador checo que atuava como atacante.

## Carreira
Václav Horákfez parte do elenco da Seleção Checoslovaca de Futebol, na Copa de 1938. 